# شيمة الشمري
شيمة الشمري كاتبة وأديبة سعودية، تكتب القصة القصيرة والقصة القصيرة جداً، لها العديد من المجموعات القصصية من بينها (عرافة المساء) و(أقواس ونوافذ)، وهي حاصلة على جائزة الشارقة للمرأة الخليجية عام 2018. حاصلة على درجة الدكتوراه في تخصص: «الأدب والنقد الحديث» من جامعة الإمام محمد بن سعود الإسلامية عام 2017. تعمل عضو هيئة التدريس في كلية الآداب والفنون في جامعة حائل.

## مؤلفاتها
من مؤلفاتها:
- (ربما غداً) مجموعة قصصية صدرت عن نادي المنطقة الشرقية الأدبي 2009.[6]
- (أقواس ونوافذ) مجموعة قصصية صدرت عن دار المفردات 2011.[7]
- (عرافة المساء: قصص بحجم القلب) مجموعة قصصية صدرت عن النادي الأدبي بمنطقة الباحة ومؤسسة الانتشار العربي 2014.[8]
- (خلف السياج) قصص قصيرة جداً. صدرت عن نادي تبوك الأدبي الثقافي ومؤسسة الانتشار العربي 2016.[9]
- (ما زلت عالقة) قصص قصيرة جداً.[10]
- (شاعر الجبل) صدر عن دار المفردات 2013.[11]
- (التعالي النصي في القصة القصيرة الخليجية) صدر عن النادي الأدبي الثقافي بجدة عام 2018. وحصلت شيمة الشمري على المركز الأول وجائزة الشارقة الثقافية للمرأة الخليجية 2018 فئة الدراسات.[12]